# ペッリオ・インテルヴィ
ペッリオ・インテルヴィ（イタリア語: Pellio Intelvi）は、イタリア共和国ロンバルディア州コモ県アルタ・ヴァッレ・インテルヴィに属する分離集落（フラツィオーネ）。
かつては独立したコムーネであったが、2017年1月1日にランツォ・ディンテルヴィ、ランポーニオ・ヴェルナと合併して新自治体の一部となった。

## 地理

### 位置・広がり
コモ県西部、ヴァル・ディンテルヴィ（インテルヴィ谷）に位置するコムーネ。県都コモから北へ18kmの距離にある。

#### 隣接コムーネ
隣接するコムーネは以下の通り。CH-TIはスイス・ティチーノ州所属。
- Arogno (CH-TI)
- ライーノ
- ランツォ・ディンテルヴィ
- ランポーニオ・ヴェルナ
- Rovio (CH-TI)
- サン・フェデーレ・インテルヴィ

## 人物

### おもな出身者
- エルコレ・フェッラータ（イタリア語版） - 17世紀の彫刻家。